# Nipple to the Bottle
«Nipple to the Bottle» (español: El Pezón de la Botella) es el primer sencillo del álbum de Grace Jones Living My Life. La canción fue lanzada como lado A en los Estados Unidos solamente. En otros territorios se editó como un sencillo de doble lado con la canción "The Apple Stretching", teniendo crédito en varios países. El tema fue remezclado tanto para el sencillo de 7" y 12" y los dos remixes permanecen inéditos en CD.

## Versión
En el video de la canción «Demolition Man» varias personas marchan con máscaras de Jones. Las fotos de este video se utilizaron para la versión de "Nipple to the Bottle" y "The Apple Stretching".

## Video
La versión en 12" de la canción fue filmada en un vídeo musical, aún no lanzado en DVD (al igual que varios videos de Grace).

## Lista de canciones
- CA 7" sencillo (1982) Island 79 99637

1. «Nipple To The Bottle» (Editada) - 4:17
2. «Cry Now, Laugh Later» (Editada) - 4:29

- CA 12" sencillo (1982) Island 79 99640

1. «Nipple To The Bottle» - 6:54
2. «Cry Now, Laugh Later» - 6:08

- IT 7" sencillo (1982) Island WIP 26779

1. «Nipple To The Bottle» (Editada) - 4:22
2. «The Apple Stretching» (Editada) - 3:33

- NE 7" sencillo (1982) Island 104.706

1. «Nipple To The Bottle» (Editada) - 4:22
2. «The Apple Stretching» (Editada) - 3:33

- NE 12" sencillo (1982) Island 600.687

1. «Nipple To The Bottle» (Otra Versión) - 6:59
2. «The Apple Stretching» (Versión Larga) - 8:40

- SP 12" sencillo (1982) Ariola F-600.687

1. «Nipple To The Bottle» (Otra Versión) - 6:59
2. «The Apple Stretching» (Versión Larga) - 8:40

- UK 12" sencillo (1982) Island 12WIP 6779

1. «Nipple To The Bottle» (Otra Versión) - 6:59
2. «The Apple Stretching» (Versión Larga) - 8:40

- US 7" sencillo (1982) Island 7-99963

1. «Nipple To The Bottle» (Versión 7") - 3:59
2. «J.A. Guys» (Dub) - 4:40

- US 12" sencillo (1982) Island 0-99964

1. «Nipple To The Bottle» (Club Cut) - 6:59
2. «J.A. Guys» (Dub) - 7:15

- US 12" promo (1982) Island DMD 367

1. «Nipple To The Bottle» (Otra Versión) - 6:57
2. «J.A. Guys» (Dub) - 7:15

- Datos: Q9050239